# Chiese di Teramo

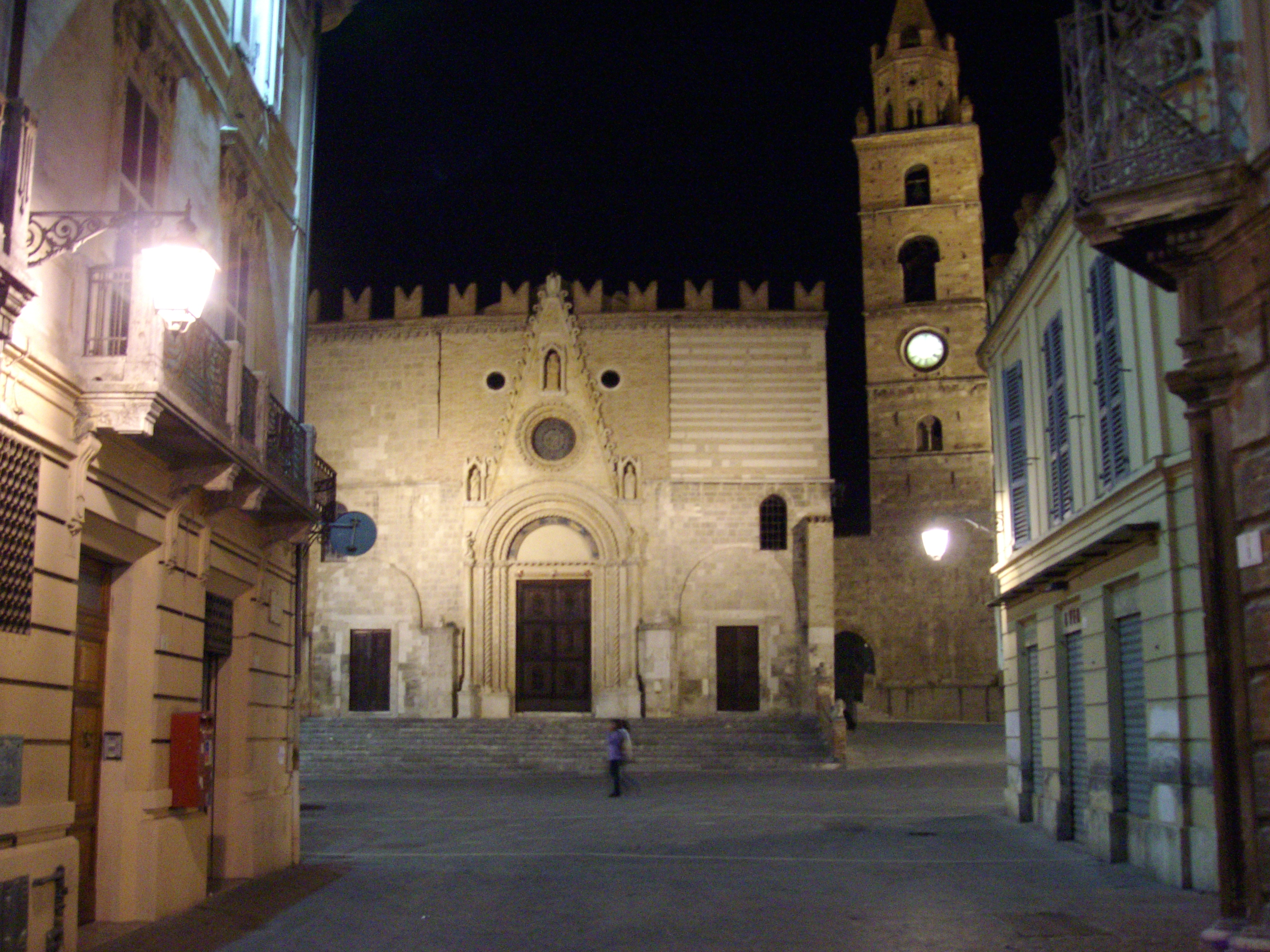
Duomo di Teramo - facciata di Piazza Orsini

Questa lista è suscettibile di variazioni e potrebbe essere incompleta o non aggiornata.
Questa pagina tratta le chiese di Teramo.

## Le chiese dei quartieri storici

### Parrocchia del Duomo
Il territorio della parrocchia coincide con quello del quartiere di San Giorgio.

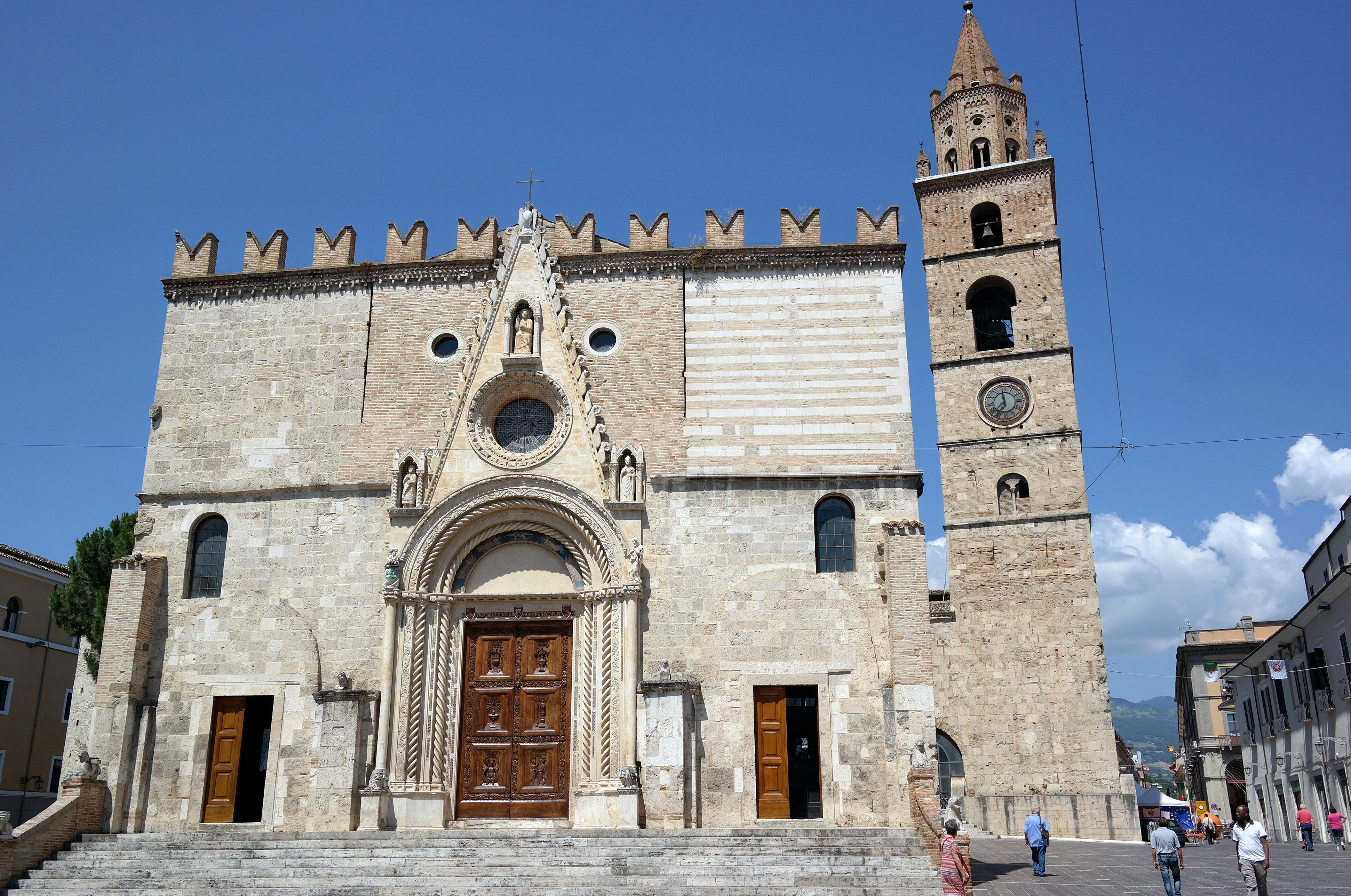
Duomo di Santa Maria Assunta

- Duomo, dedicato a Santa Maria Assunta.

- Sant'Agostino (secolo XIV). Chiesa e convento edificati su un precedente edificio sacro intitolato a San Giacomo. Appartenne ai padri agostiniani, poi alla Confraternita dei Disciplinati della Morte e infine alla confraternita della Madonna della Cintura. Nell'attigua Cappella dei Cinturati si conservano dipinti settecenteschi con Storie di Maria Vergine e affreschi raffiguranti della volta e dei pennacchi con La Vergine che consegna la cintura a Santa Monica in presenza di Sant'Agostino e i Quattro Evangelisti, dipinti nel 1853 da Bernardino De Filippis-Delfico. Tra il Settecento e l'Ottocento, la chiesa ospitò la Confraternita di Santa Maria della Cintura. Nei primi anni dell'Ottocento, il convento fu riadattato per ospitare il carcere provinciale. Nel 2010 terminarono i lavori di ristrutturazione e i locali sono stati definitivamente destinati alla sede dell'Archivio di Stato di Teramo.

#### Chiese storiche non più esistenti
- San Matteo, situata nell'attuale omonimo largo, di fronte al palazzo della Prefettura. Demolita nel 1940 per far posto ad una piazzetta (oggi Largo San Matteo) di fronte al Palazzo della Prefettura. La piazza avrebbe dovuto accogliere la folla plaudente al discorso di Mussolini, da invitare in occasione della festa della "Vittoria" dopo la ipotizzata guerra lampo.
- San Giorgio, situata lungo l'attuale via Cerulli Irelli. Citata nelle cronache settecentesche e ottocentesche di Angelo De Jacobis come abitazione di un eremita. Venne demolita nella prima metà dell'Ottocento.
- Sant'Anna a San Giorgio, lungo il corso, poi sede della Scuola di disegno di Della Monica. Demolita a fine Ottocento.
- Santa Maria degli angeli, situata nel largo a San Giorgio, oggi piazza Garibaldi. Demolita nel 1832 dopo opportuni permessi, insieme al relativo romitorio perché, come racconta Niccola Palma, «rompeva a destra la visuale fra l'interno e l'esterno stradone», ossia fra i due viali paralleli dell'attuale Viali dei Tigli. L'area che si liberò, racconta ancora Niccola Palma che è contemporaneo a quei lavori, e che proietta verso il futuro lo sviluppo di quella zona da dedicare a parco pubblico, «ha ampliato il bel largo al di sopra di Teramo: e darà impulso all'erezione di curvilinei sedili, ed alla formazione di un viale fiancheggiato da alberi (quando si voglia rincalzare il fossato, che tuttavia rimane da quella parte) verso settentrione, in simmetrica corrispondenza ai sedili da un pezzo piantati, ed al viale già assai inoltrato verso ostro» (est).
- Chiesa di San Carlo, un tempo cappella del Conservatorio delle Orfane di San Carlo, trasformato nel 1878 in tribunale e di recente in museo civico intitolato a Francesco Savini.
- Cappella di San Rocco, nel biennio 1527-1528 una pericolosa pestilenza che colpisce l'Abruzzo, risparmiò Teramo che fu appena sfiorata dall'epidemia. Come segno di ringraziamento in quello stesso anno venne eretta nella piazza "di sopra" o "delli bovi", addossata al muro occidentale del Duomo, una cappella in onore di San Rocco. La cappella, che recava sul frontone lo stemma del vescovo Chierigatto che l'aveva fatta edificare, fu demolita nel 1739 quando il vescovo De Rossi decise di far costruire, sul lato ovest della cattedrale, una fila di case ad uso del Capitolo Aprutino.
- Santa Lucia, era una piccola cappella, un tempo ubicata nel largo di San Giorgio (o del teatro comunale). Dava il nome all'attuale via D'Annunzio, prima denominata "via lunga a Santa Lucia". Venne demolita alla fine dell'Ottocento.

### Parrocchia di Sant'Antonio
Il territorio coincide con quello del quartiere di San Leonardo
- Sant'Antonio, in precedenze dedicata a san Francesco (parrocchiale), edificata nel 1227. Dopo un secolo fu ampliata e ristrutturata. Inizialmente era a navata unica, con grandi archi divisori che fungevano da collegamento con le fiancate. In seguito, all'interno fu costruita una piccola chiesa in stile barocco che modificò l'architettura semplice iniziale. Per lasciare filtrare la luce verso la chiesa barocca furono realizzate grandi aperture sulla parte superiore, sacrificando una pregevole cornice collocata nella parete alta. Della cornice è possibile osservare solo una traccia nei pressi della torre campanaria. L'attuale facciata ha un portale gemello a quello della chiesa di San Francesco in Campli, con elegante decorazione in pietra. Nella parte alta è presente una finestra circolare con cornice calcarea.

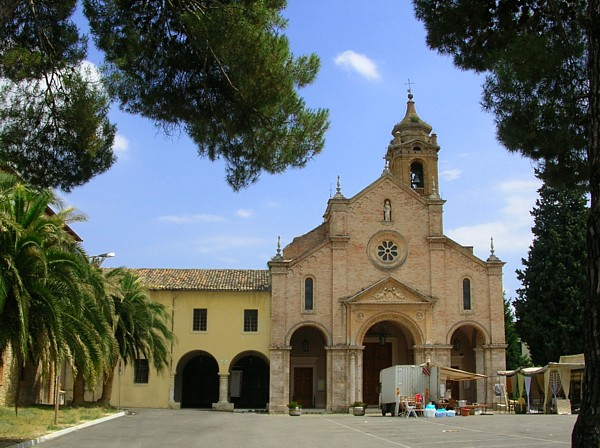
Il Santuario della Madonna delle Grazie

- Madonna delle Grazie, santuario, già monastero di Sant'Angelo delle Donne: nel 1153 un non meglio identificato Teodino, secondo quanto rivela una lapide scoperta dal Savini, fece edificare chiesa e convento di Sant'Angelo delle Donne, poi denominati "della Madonna delle Grazie" oggi protettrice della città di Teramo. Conserva al suo interno una statua lignea risalente al XV secolo e attribuita a Silvestro dell'Aquila. La statua è da sempre al centro della devozione popolare dei teramani di cui è testimonianza la imponente collezione di preziosi ex voto. L'edificio fu rinnovato nell'ultimo decennio dell'Ottocento a cura di Francesco Savini che fece demolire la chiesa antica in stile romanico per sostituirla con una moderna ricostruzione. All'interno oggi si vedono affreschi di Cesare Mariani e dipinti di Gennaro Della Monica, Pasquale Celommi e Giacinto Stroppolatini. Si è salvato l'antico chiostro del convento.
- Sant'Anna, detta "de' Pompetti", conosciuta un tempo come San Getulio: cappella superstite dell'antica cattedrale di Santa Maria Aprutiensis.
- Sant'Antonio Abate, situata all'interno dell'ospedale psichiatrico, sotto l'arco di porta Melatina. Legata alla tradizionale cerimonia di benedizione degli animali che si tiene annualmente, il 17 gennaio, giorno dedicato alla festa del Santo.
- Chiesa di San Luca, cappella dedicata al protettore degli artisti; restaurata nel corso del Novecento.
- Annunziata, chiesa barocca con altare seicentesco. La chiesa è sede della Confraternita che nel corso dei secoli ha organizzato la processione del venerdì Santo.

#### Cappelle private

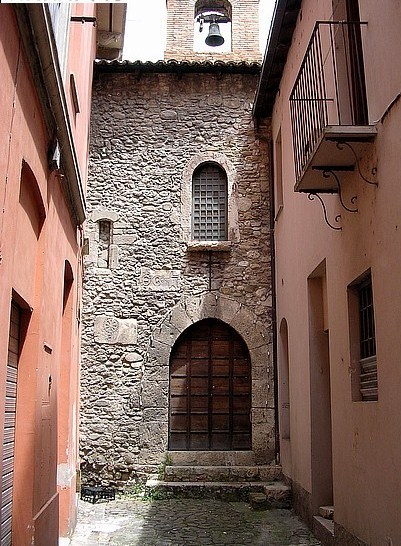
Chiesetta di Santa Caterina - IX secolo

- Santa Caterina, edificata intorno al IX secolo e documentata con certezza nel secolo XIV, è dedicata a Santa Caterina d'Alessandria. Conserva all'interno altari lignei e dipinti. All'esterno, su pietra, sono raffigurati gli emblemi di un'antica corporazione, forse quella dei carrai e dei mugnai e la ruota raggiante che richiama il modo con il quale la Santa fu martirizzata.
- Cappella privata di palazzo Savini, inaugurata nel 1899, con affreschi del pittore romano Cesare Mariani.

#### Chiese storiche non più esistenti
- Chiese di San Lorenzo e della Madonna dei Sette dolori, fino a metà Ottocento erano situate nel largo della Madonna delle Grazie lungo la strada che conduceva al Ponte a catena.
- San Marco, che ancora nella prima metà dell'Ottocento era ubicata nei pressi della chiesa di Sant'Antonio Abate.

### Parrocchia di Santo Spirito
Il territorio della Parrocchia coincide con quello dell'omonimo quartiere

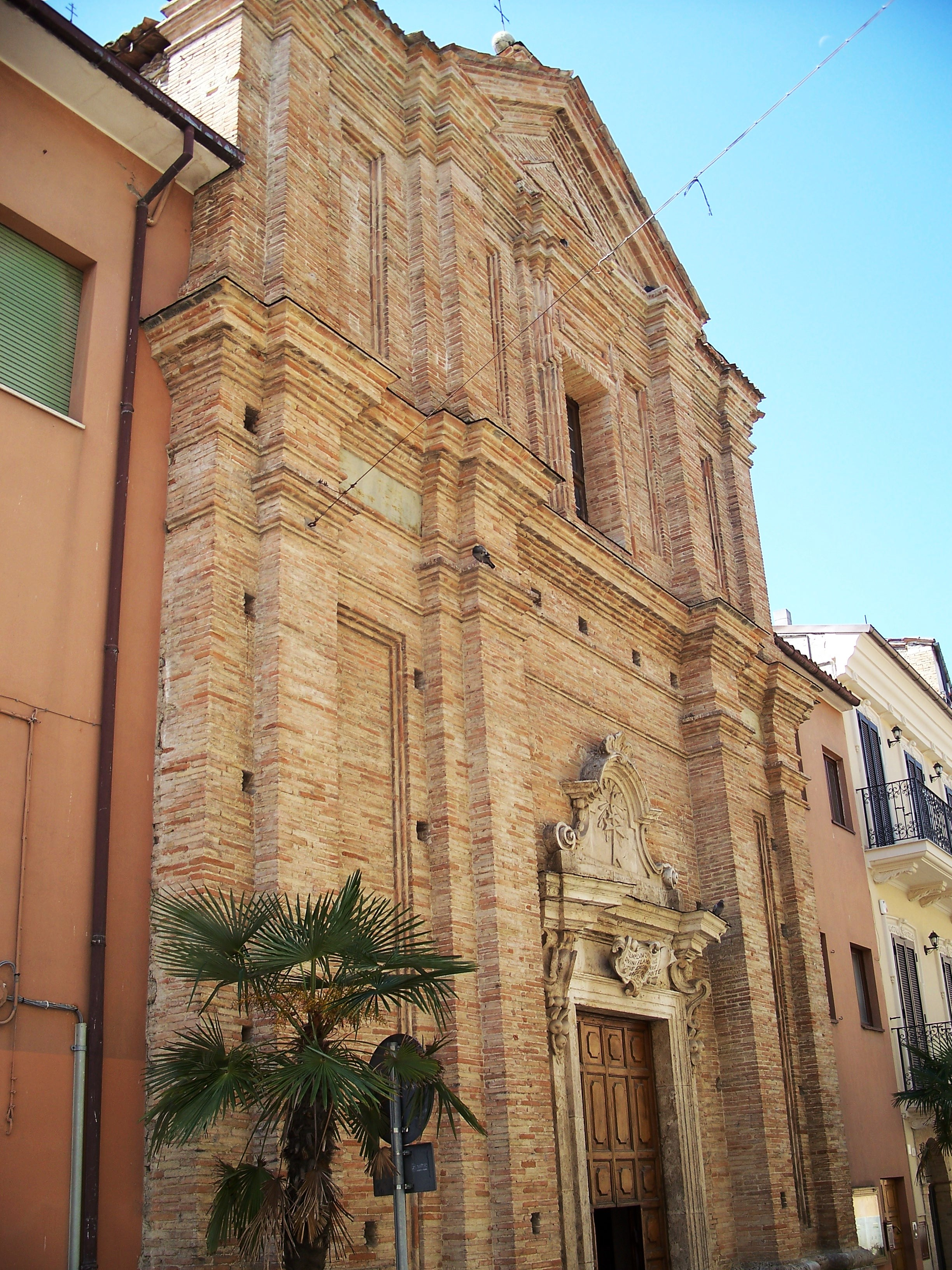
Chiesa del Santo Spirito

- Santo Spirito (parrocchiale). La chiesa risale al XIV secolo. Inizialmente affiancata a un Ospedale, forse il primo che sia stato istituito in Teramo, legato alla chiesa e all'ospedale di Santo Spirito in Sassia di Roma che ha per stemma la doppia croce, come quella posta sulla facciata, nella parte alta del portale. Nel passato la chiesa è stata sede di una confraternita che si occupava della sepoltura di persone decedute in carcere o giustiziate a seguito di delitti. All'interno una Pala d'altare del XVI secolo, di autore anonimo, raffigurante la Discesa dello Spirito Santo sugli Apostoli. Di particolare pregio e originalità è il campanile "a vela", elemento caratteristico dei panorami storici della città di Teramo.
- Chiesa e convento dei Cappuccini (già di San Benedetto), con altare ligneo barocco, opera del frate cappuccino Giovanni Palombieri.
- Chiesa e convento di San Domenico. Il periodo della costruzione si fa risalire alla prima metà del XIV secolo. Al suo interno, sotto gli intonaci, sono stati recentemente ritrovati affreschi del quattrocento, che si credevano perduti, che rappresentano le scene di vita di San Domenico. La costruzione è a navata unica. Alla destra dell'altare maggiore, all'interno di un'edicola del periodo rinascimentale, sono collocate tre statue di terracotta; la Madonna al centro con ai lati Sant'Anna e San Gioacchino, del secolo XV o XVI. Di particolare pregio è la settecentesca Cappella del Rosario, legata anche alla devozione della omonima Confraternita. Al suo interno sono custodite le spoglie dello storico teramano Francesco Savini ivi trasferito nel 1950. Durante gli anni trenta, in occasione dei lavori che interessarono il Duomo per il restauro ad pristinum (che eliminò ogni superfetazione barocca fatta realizzare dall'allora vescovo De Rossi), la chiesa di San Domenico, date le sue vaste dimensioni, fu elevata al rango di vicaria della Cattedrale e divenne quindi, dopo il Duomo, la chiesa principale della diocesi.
- San Giuseppe (secolo XVI), con elegante portale in pietra sormontato d un timpano. All'interno altare ligneo con dipinti del pittore Sebastiano Majewski, soffitto ligneo dipinto, resti di un organo settecentesco e, nella sacrestia, arredi sacri di pregio.

#### Chiese sconsacrate
- Santa Maria della Misericordia, attualmente casa del Mutilato. Edificata dopo l'epidemia di peste del 1348. Dal secolo XVI al XVIII, in alternanza con la vicina cappella della Madonna di Loreto, fu il luogo dove veniva custodito il Carro allegorico che rappresentava il quartiere di Santo Spirito nell'annuale Festa dei Trionfi. Alla fine dell'Ottocento fu data in uso all'Associazione della Fratellanza artigiana e fu usata come sala da conferenze. Dal 1928, dopo un restauro diretto dall'architetto Pio Ferretti che ricostruì quasi completamente l'edificio in stile rinascimentale, fu denominata "casa del Mutilato" e fu adibita a sede dell'Associazione mutilati e invalidi di guerra. All'interno si conservano ancora gli affreschi del XV secolo, attribuiti a Giacomo da Campli, raffiguranti "Madonna in trono e Santi". In occasione del restauro novecentesco il pittore Ceasre Averardi eseguì nella sala delle adunanze un grande affresco raffigurante "Il Sacrificio".
- Santa Maria del Riparo, di proprietà privata, attualmente chiusa. Fu edificata a metà Ottocento in sostituzione dell'antica Cappella demolita nel 1863. Conservava dipinti del pittore teramano Gennaro Della Monica ed era al centro della tradizionale Festa della Madonna del Riparo, molto sentita dagli abitanti del quartiere di Porta Romana.

#### Chiese storiche non più esistenti
- Madonna di Loreto, situata in piazza Dante dove oggi si trova villa Palma.
- Antica cappella della Madonna del Riparo, edificata nel secolo XVI e demolita nel 1863 per liberare la carreggiata della nuova strada che da Porta Romana andava verso Penne; la cappella è raffigurata nella veduta di Teramo di Francesco Cassiano de Silva (Pacichelli, 1703) e in una fotografia del corso di Porta Romana scattata da Gianfrancesco Nardi intorno al 1861.
- Cappella rurale di Santa Maria degli Angeli, un tempo esistente in zona Mezzanotte e sede di una festa campagnola in auge fino all'Ottocento.
- San Pietro ad Portam Vetulam, antichissima chiesa ubicata nei pressi della porta di Santo Spirito. Già demolita al tempo del Palma.

### Parrocchia del Carmine
Il territorio coincide con quello del quartiere Santa Maria a Bitetto.

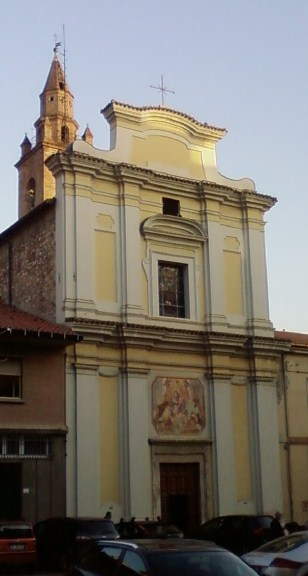
Chiesa della Madonna del Carmine

- Santa Maria del Carmine o Madonna del Carmine. Anticamente chiamata di S. Croce, era parte del monastero di Benedettine. Secondo un documento citato dal Palma, datato 11 marzo 1357, si evince che nel 1329 il monastero fosse già esistente. Non vi sono però documenti che forniscono l'esatto periodo di costruzione della chiesa. L'8 gennaio 1477 la badessa del Monastero di S. Giovanni in Teramo prese possesso del Monastero di S. Croce. Con atto dell'11 giugno 1578, le monache di S. Giovanni cedettero il Monastero di S. Croce al P. Errici, provinciale dell'Abruzzo dei Carmelitani. Dal documento si evince che la chiesa era abbandonata ed era annessa ad abitazioni e a orti contigui. Da quel momento il vecchio Monastero venne dedicato alla Madonna del Carmelo e rimase in possesso dei Carmelitani. Niccola Palma riferisce che nel 1761 i Carmelitani posero mano alla riedificazione del convento e della chiesa anche se i lavori procedevano a rilento. I Carmelitani tennero il complesso monastico fino al 1809, epoca della soppressione murattiana. Divenne in seguito quartiere della gendarmeria ed ancora oggi, adiacente alla chiesa, ha sede la Caserma dei Carabinieri occupante l'area dell'antico convento. Successivamente alla soppressione murattiana, la chiesa fu conservata dalla "Confraternita di Maria SS. del Carmine e del SS. Sacramento" che ancora oggi ne mantiene la proprietà. A fianco alla chiesa, oltre alla Caserma dei Carabinieri, sorge anche la casa parrocchiale. La chiesa, pur conservando il titolo di Madonna del Carmine è sede della parrocchia di S. Maria a Bitetto.

Nel 1987-1988 fu sottoposta a lavori di risanamento del tetto, di "restauro della facciata, con consolidamento degli elementi decorativi e rifacimento delle tinte".
- San Bartolomeo (XVI secolo), situata a ridosso del teatro romano. All'interno affreschi del pittore Ugo Sforza (XX secolo), raffiguranti lo stesso San Bartolomeo, i quattro evangelisti e la Fuga in Egitto. Un tempo dava il nome al largo antistante, oggi scomparso in seguito ai lavori di ripristino del teatro romano. Tra il 1988 e il 1989 fu sottoposta a interventi di restauro e consolidamento.

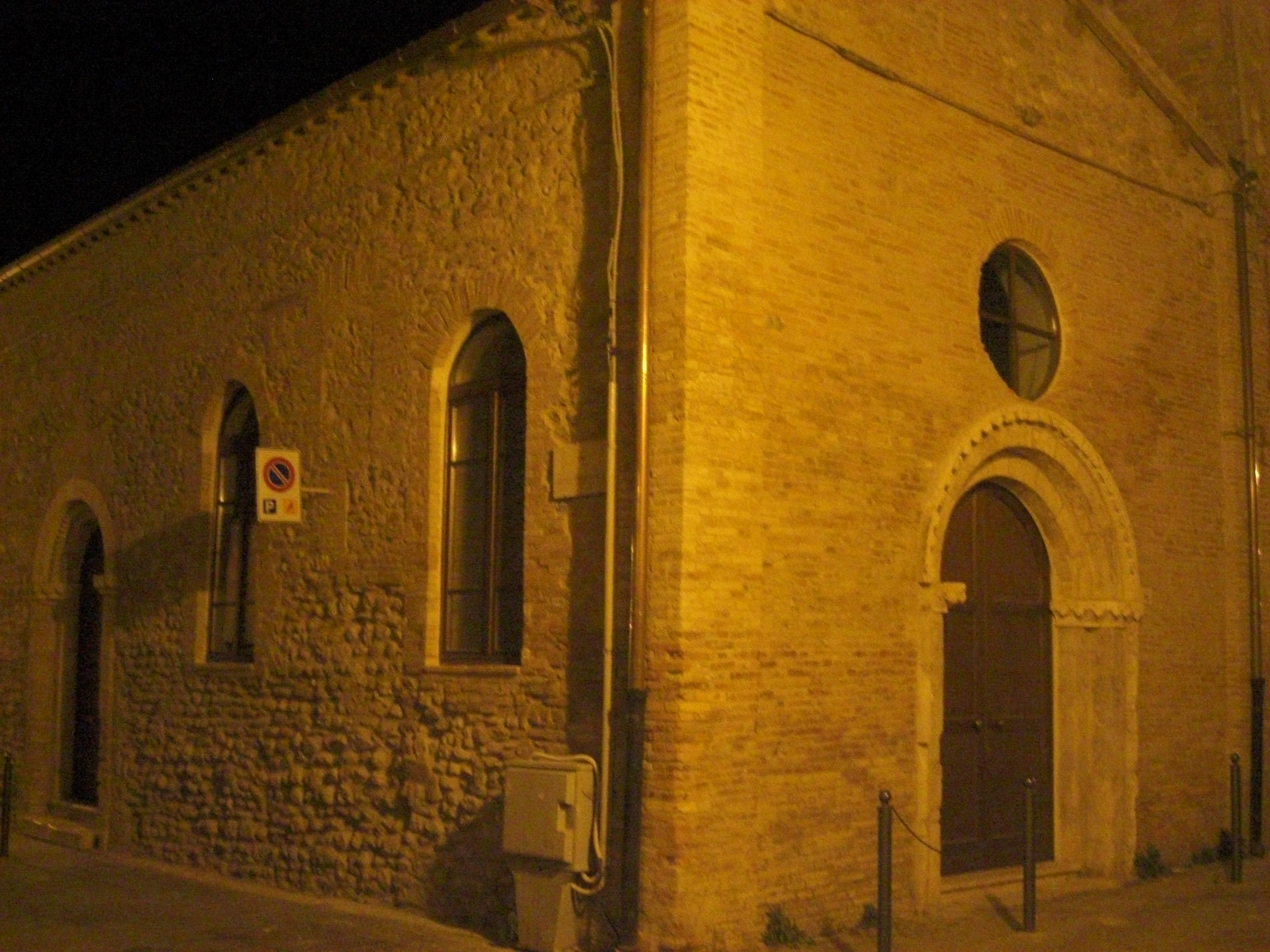
Chiesa di Santa Maria a Bitetto

#### Chiese sconsacrate
- Santa Maria a Bitetto, già teatro popolare, oggi in uso al liceo musicale Gaetano Braga.
- San Giovanni, chiesa e convento edificato presumibilmente nel secolo XII. Il convento è oggi in uso al liceo musicale Gaetano Braga.

#### Chiese storiche non più esistenti
- Carminello, piccola cappella situata all'imbocco della via lunga a Sant'Anna (oggi via Savini). Demolita negli anni sessanta.
- Sant'Anna, situata su "Via lunga a Sant'Anna" (oggi Via Savini). Demolita a fine Ottocento.
- San Nicola, situata lungo il corso di Porta Reale, all'altezza della casa De Albentiis. Esistente ancora nel 1888, indicata nella Guida di Teramo di Giacinto Pannella. Demolita a fine Ottocento.

## Le chiese dei quartieri non medievali

### Parrocchia del Cuore Immacolato di Maria
Si identifica con il territorio del quartiere del Castello.
- Chiesa del Cuore Immacolato di Maria. I lavori per la costruzione della nuova chiesa, sita in Piazza Garibaldi, fuori Porta San Giorgio, furono iniziati nel 1958 per servire un quartiere in piena espansione e con nessuna chiesa nei pressi, dopo l'abbattimento della vicina chiesa di San Matteo lungo Corso San Giorgio nel 1940. L'allora parroco Don Giovanni Iobbi portò avanti i lavori fino a completare, nel 1962, la struttura rustica della chiesa. In seguito furono eseguiti i lavori di rifinitura interne ed esterni.[1]

### Parrocchia della Madonna della Cona
Si identifica con il territorio del quartiere della Cona, e le circostanti zone di Piano Solare, Fonte Baiano, Ponte Messato.
- Madonna della Cona, situata lungo la strada per Montorio al Vomano. Cappella eretta attorno all'Icona del XV secolo raffigurante La Vergine con il bambino e san Bernardino. Contiene due tele dipinte da Gennaro Della Monica nel 1876.
- Nuova chiesa inaugurata il 7 dicembre 2007 alla presenza del Vescovo mons. Michele Seccia e del parroco don Gianni Di Bartolomeo.

### Parrocchia di San Berardo

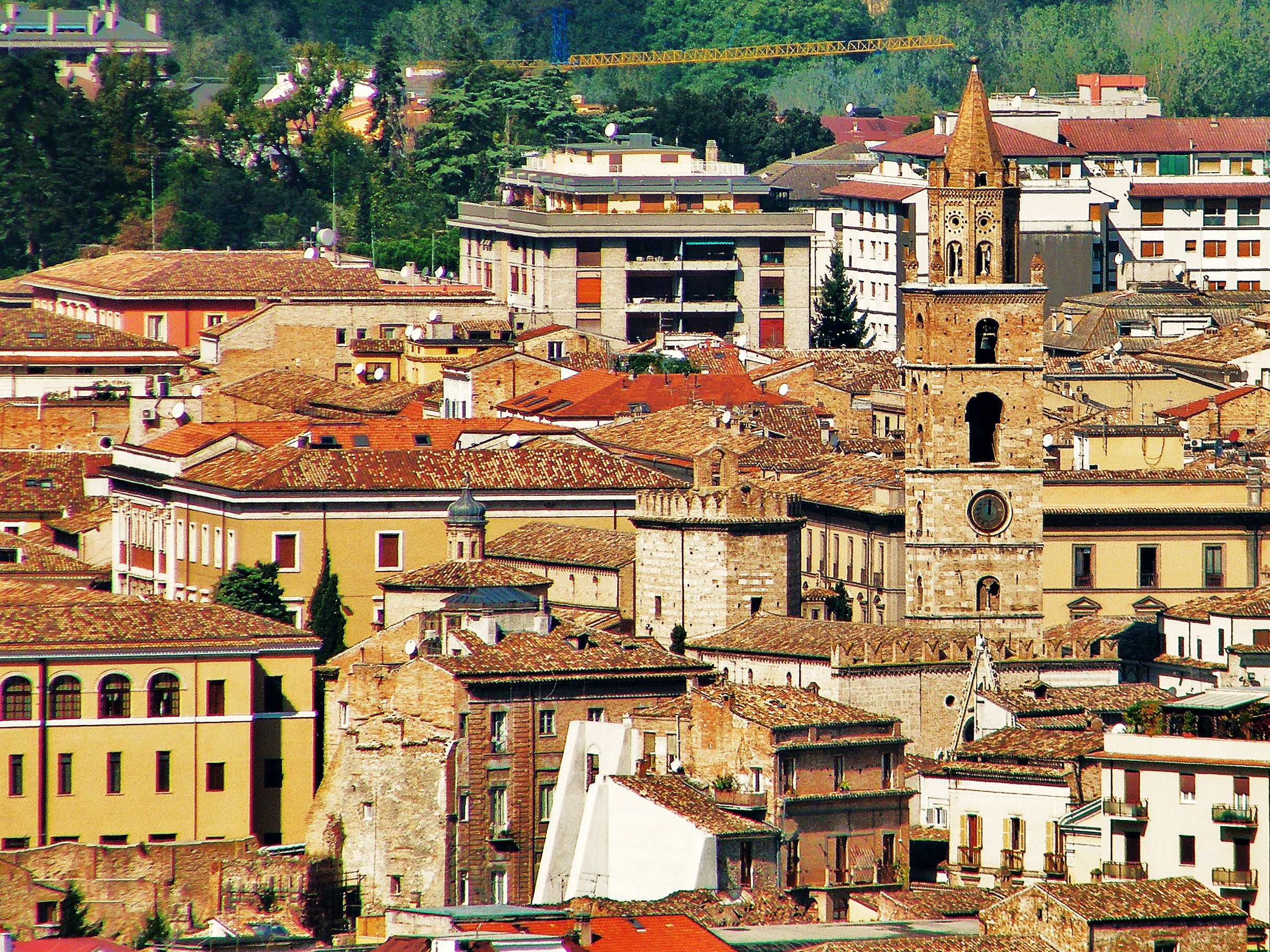
Cattedrale di Santa Maria Assunta

Comprende il quartiere omonimo e la zona della Gammarana.
- San Berardo (parrocchiale), edificata all'inizio degli anni cinquanta. Ha avuto per molti anni una sala adibita a cinema e teatro e un asilo.

La chiesa è stata consacrata il giorno 11 febbraio 1950 da mons. Gilla Gremigni, allora vescovo di Teramo, assistito dal capitolo e dai Superiori dei PP. Oblati. Nel pomeriggio dello stesso giorno ci fu una solenne processione portando il busto di San Berardo dalla Cattedrale alla nuova chiesa dedicata a San Berardo, dove rimase per tutto il tempo della Sacra Missione (12 - 26 febbraio).
Nel decennio degli anni novanta, la chiesa è stata modificata all'interno: sono stati rimossi i due altari posti lungo le pareti laterali; il vecchio altare Maggiore è stato sostituito con uno marmoreo posto quasi all'inizio del presbiterio; sono state murate le due finestre dell'abside per lasciare tutto lo spazio al nuovo mosaico nel quale domina il Cristo Risorto. Anche le pareti laterali sono state arricchite di mosaici raffiguranti le tappe della "Via Crucis". È stato cambiato il pavimento; rimossa la vecchia vasca battesimale in pietra massiccia e sostituita con una metallica leggera e trasportabile.
Il terremoto del 6 aprile 2009 ha provocato lesioni diffuse e distacchi di elementi di travertino nel lato sinistro della facciata della chiesa. A seguito dell'intervento dei Vigili del Fuoco e dell'ordinanza sindacale, si è provveduto a recintare l'intera area sottoposta a danno impedendo l'ingresso al luogo di culto. Non risultando la copertura finanziaria per la ristrutturazione, al fine di garantire l'accesso alla chiesa si è proceduto alla messa in opera di un'impalcatura di protezione antistante l'ingresso e una all'interno, sul matroneo, dove c'è il piccolo organo a canne inaugurato nel 1957 e andato in deperimento lungo i decenni per incuria. È stato messo in ordine nel gennaio del 2007. Vista l'esecuzione delle opere prescritte, con ordinanza sindacale viene revocata l'inagibilità della chiesa il giorno 16 dicembre 2009. Dal giorno del terremoto fino a tutto il 18 dicembre 2009, le celebrazioni liturgiche si sono svolte nel salone parrocchiale adiacente alla chiesa. Il 19 dicembre 2009 è stata preparata la chiesa per le celebrazioni.
L'impalcatura protettiva ha permesso, per diversi mesi, l'uso della chiesa per tutte le celebrazioni. Con la copertura finanziaria, il 6 ottobre 2010 iniziarono i lavori di ristrutturazione: demolizione della parte lesa del muro di cinta, reso pericolante dal terremoto, e ricostruito nuovo; smontaggio della impalcatura protettiva e montaggio di quella nuova per permettere i lavori alla chiesa. Il 5 novembre sono stati ultimati i lavori riguardanti il muro e sono proseguiti quelli della chiesa, danneggiata nella facciata. I lavori sono proceduti ininterrottamente per tutto il mese di novembre. Il 9 e il 10 dicembre c'è stato lo smontaggio dell'impalcatura per la conclusione dei lavori di ristrutturazione.

### Parrocchia di San Gabriele
Corrisponde al quartiere Colleparco.
- Chiesa di San Gabriele, di recente costruzione, ha una sala conferenze e laboratori oratoriali ed è il maggior luogo d'incontro del quartiere.

### Parrocchia del Sacro Cuore
Comprende il quartiere della Stazione e le zone di via San Marino e dell'Acquaviva.

#### Opere
La chiesa è arricchita dalle opere d'arte dell'artista Giovanni Hajnal:
- Il mosaico sopra al presbiterio che raffigura il sermone della montagna.
- Il mosaico della Via Crucis[2].
- La vetrata del portale che raffigura il fondatore dei padri Oblati di Maria Vergine il venerabile padre Bruno Lanteri.

#### Eventi

##### Intronizzazione della Reliquia di San Giovanni Paolo II
- Il 22 ottobre 2019 nella celebrazione solenne presieduta dal Cardinal Becciu, prefetto della Congregazione per la Causa dei Santi, è stata intronizzata la reliquia di San Giovanni Paolo II.

#### Celebrità invitate e intervenute nella parrocchia
- 9 giugno 2018: Simone Riccioni;
- 29 dicembre 2019: Costanza Miriano.

### parrocchia di Santa Maria in Cartecchio
Comprende il quartiere di Villa Pavone, con le zone di Cartecchio, Colleatterrato Basso e Casalena.
- Santa Maria in Cartecchio.[3]

La sua architettura è di grande interesse storico e artistico. Edificata nel 1512 forse su un preesistente edificio fortificato, come testimonia la presenza all'interno del campanile di una struttura circolare interpretata come un'antica torre di difesa. Alcuni ritengono che la chiesa sia sorta sull'antico complesso benedettino di Santa Maria in Carterulis. Di particolare interesse la leggenda secondo la quale un giorno le genti del luogo videro una donna celestiale apparire sopra il cerquone (la grande quercia) di Cartecchio. La donna chiese testualmente al popolo: «Qui presso s'innalzi la nuova chiesa alla gran madre di Dio!» Quindi la figura scomparve e un fulmine colpì l'albero sul cui terreno in seguito fu costruita una nuova chiesa. Secondo la tradizione, il nome di Cartecchio potrebbe derivare proprio dalla quercia scartecchiata, ovvero divelta. Il quercione e le tradizioni ad esso collegate furono studiate da Pannella che al riguardo pubblicò un saggio sulla Rivista Abruzzese. È invece grazie al pittore Salvatore Di Giuseppe che è giunto fino a noi un dipinto che raffigura chiesa e "quercia".
- Cappella di Colleatterrato Basso

Struttura prefabbricata situata a ridosso del giardino pubblico di quartiere.

### Parrocchia della Madonna della Salute
Comprende il quartiere Villa Mosca e la zona dell'ospedale Giuseppe Mazzini.
- Chiesa della Madonna della Salute.
- Cappella dell'ospedale.

### Parrocchia del Buon Pastore
Comprende il quartiere di Collurania, Specola e del bivio di Miano.
- Chiesa del Buon Pastore.

### Parrocchia di Santa Rita

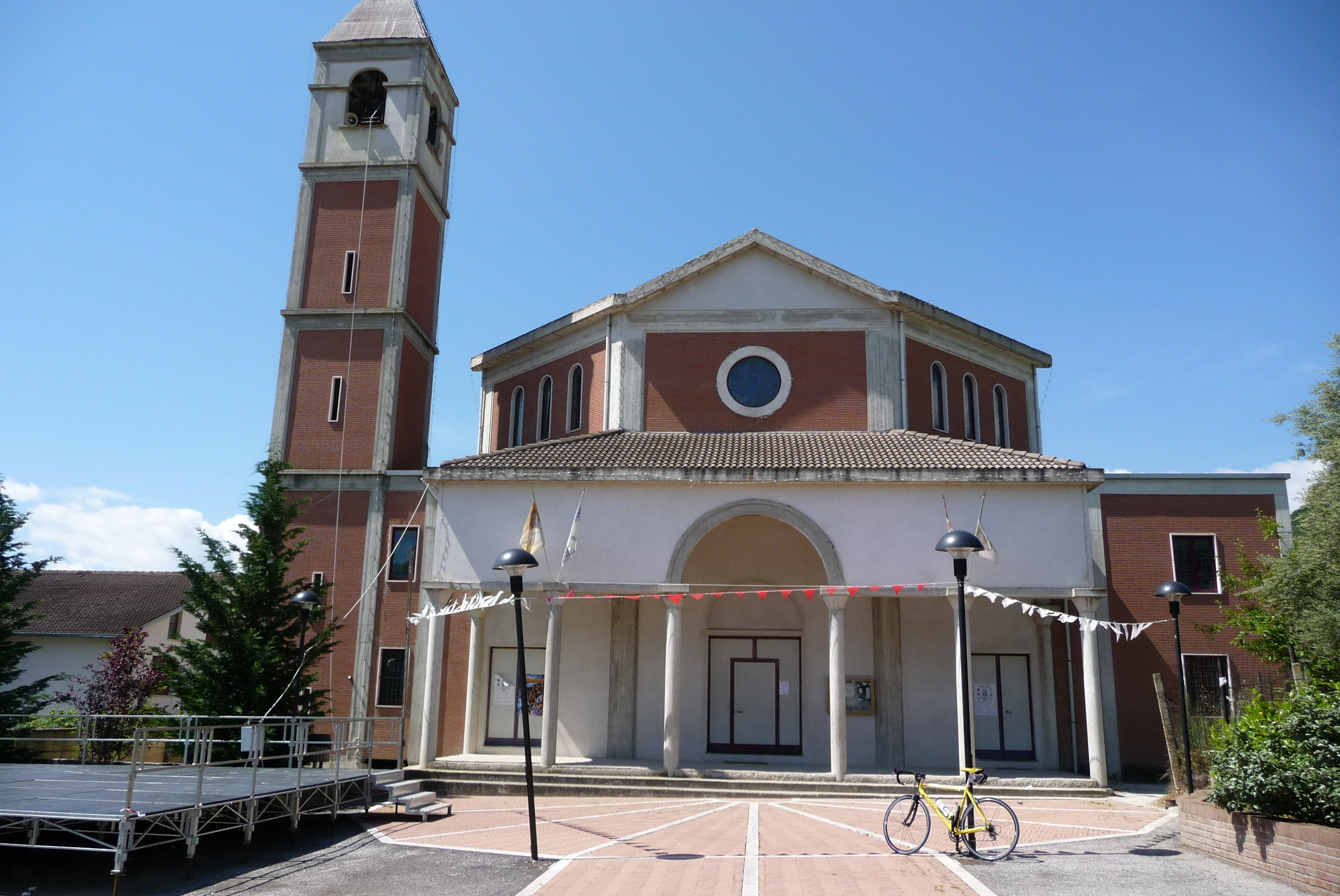
La chiesa parrocchiale dedicata a Santa Rita nel quartiere Piano della Lenta di Teramo

Comprende il quartiere Piano della Lenta.
- Chiesa di Santa Rita.

La parrocchia di Santa Rita, in località Piano della Lenta, fu istituita con decreto vescovile n. 139 del 16 giugno 1986, distaccando quel territorio dalla parrocchia di San Felice in Putignano. Si rese subito necessario procedere alla erezione di una chiesa utilizzando un terreno donato dall'amministrazione comunale di Teramo.
Nel 1990, sotto il parroco don Arturo Mazza, furono avviate le procedure burocratiche. A fine giugno 1991, nella sala Nervi a Roma, Papa Giovanni Paolo II benedisse la prima pietra. L'impresa prescelta fu la Edilcostruzioni di Montorio al Vomano.
I lavori presero avvio nel luglio 1991. Il 24 novembre 1991 fu inaugurata una prima porzione di edificio, il salone parrocchiale. In quella occasione fu benedetta anche la campana. Dopo una sosta, i lavori ripresero nel 1992 per completare la struttura della chiesa e della torre campanaria. In occasione della festa di Santa Rita, il 23 maggio 1993 fu inaugurata la chiesa alla presenza del vescovo mons. Abele Conigli, del sindaco di Teramo Pietro d'Ignazio, del progettista arch. Giulio Mazza, del responsabile dei calcoli del cemento armato ing. Roberto Giovanni, del direttore dei lavori geom. Domenico Mazza e del responsabile dell'impresa di costruzioni rag. Maurizio Polisini. In seguito furono portati avanti i lavori di rifinitura e la sistemazione degli arredi.

### Parrocchia di San Vincenzo Ferreri
Comprende il quartiere di Colleatterrato Alto.
- Chiesa di San Vincenzo Ferreri.

## Le chiese delle frazioni di Teramo
- Caprafico
  - Chiesa SS. Emidio e Colomba. Inaugurata il 21 maggio 1961. A navata unica, presenta sul portale d'ingresso pannelli di maiolica del maestro Pierino Gizzi della scuola di Castelli. La torre campanaria ha una forma quadrangolare e non a copertura piramidale. Le campane sono tre: le due più piccole provengono dalla vecchia chiesa mentre la più grande, del peso di quattrocento chili, è stata fusa a Torre de' Passeri e ha incisa la scritta Campana dell'emigrante.
  - Chiesa SS. Emidio e Colomba (non più esistente). La vecchia chiesa fu demolita nel 1960 perché presentava vistose lesioni su un muro perimetrale e sulla volta a vela provocati dallo scoppio di alcune bombe fatte scoppiare dai tedeschi per rappresaglia. Durante la demolizione furono scoperte due grandi fosse comuni con centinaia di scheletri ammucchiati gli uni sugli altri.
- Cavuccio
  - Chiesa Maria del Carmine
  - Chiesa di San Nicola, all'interno un organo del XVIII secolo.
- Colleminuccio
  - Chiesa di San Lorenzo martire, edificata nel secolo XVII. Vi si conservano tele di pregio.
- Colle Santa Maria
  - Chiesa S. Maria Assunta (ricordata nelle medievali come S. Maria ad Porcilianum). All'interno lapide con la data 1764 e tele settecentesche.

- Forcella
  - Chiesa dell'Annunziata
  - Chiesa di San Martino
- Frondarola
  - Chiesa parrocchiale di S. Salvatore
  - Chiesa della Madonna delle Grazie
  - Chiesa di San Giuseppe
  - Chiesa di Santa Maria di Ponte a Porto, o "ad pontem". Sita nella frazione di Frondarola, nei pressi del fiume Tordino. Il nome rimanda probabilmente alla presenza di un'antica gabella del dazio. La chiesetta sorge intorno a un'antica icona del XVI secolo, raffigurante la Madonna in trono con bambino. Il dipinto è stato di recente sottoposto a restauro. Il portale della chiesa reca la data 1640.
- Garrano alto
  - Chiesa Santa Maria ad Melatinum (o de Melatino, sita tra G. basso e G. alto).
- Miano
  - Chiesa di San Silvestro, del secolo XIII. Con altari settecenteschi, pala d'altare raffigurante l'Ultima cena.
- Pantaneto
  - Chiesa Santa Maria de Praediis. Oggi denominata chiesa Santa Maria degli Angeli. La chiesa risale al secolo XIII.
- Poggio Cono
  - Chiesa di S. Anastasio
- Poggio San Vittorino
  - Chiesa di S. Vittorino
- Putignano
  - Parrocchia e chiesa di San Felice

- Rapino
  - Chiesa di Santo Stefano, antica chiesa forse medievale. Crocifisso ligneo cinquecentesco.
  - Chiesa di Santa Maria, edificata nel VI secolo.
- San Nicolò a Tordino
  - Chiesa di San Francesco d'Assisi
- San Pietro ad Lacum
  - Chiesa di San Pietro ad Lacum, che dà il nome alla frazione. Citata più volte dal Palma nella sua Storia.
- Sant'Atto
  - Chiesa di Santa Croce, settecentesca, oggi completamente ristrutturata.
  - Monastero di clausura femminile, istituito nel corso degli anni novanta del Novecento.
- Scapriano
  - Chiesa di San Giovanni (non più esistente)
  - Chiesa di San Martino
  - Chiesa di San Silvestro (non più esistente)
- Spiano
  - Chiesa di S. Maria Assunta
  - S. Maria ad balneum (non più esistente)

- Tofo-Sant'Eleuterio
  - Chiesa dell'Immacolata Concezione: l'edificio è modesto ma fu costruito negli anni 1966-67, grazie al contributo economico e al lavoro dei tofesi. Parte del materiale fu reperito da una casa colonica fatiscente di proprietà della curia vescovile. Il signor Mario Cerino di Monticelli donò il terreno e il geometra Giovanni Di Felice realizzò il progetto e ne fu il direttore dei lavori.
- Valle San Giovanni
  - Chiesa S. Maria della Neve
  - San Giovanni in Pergulis[5], chiesa annessa al convento entrambi ormai semidiroccati. All'interno vi sono affreschi del 1458.
- Varano
  - Chiesa della SS. Trinità e S. Antonio da Padova
- Villa Gesso
  - Chiesa di San Michele Arcangelo
- Villa Ripa
  - Chiesa di San Martino di Tours
- Villa Turri-Ferretti
  - Chiesa S. Maria Assunta
  - Chiesa di S. Maria in Turrim de Summosano (o Sumosiano), ormai scomparsa.

## Frazioni di Teramo prive di una chiesa
- Bivio Miano

- Cannelli
- Casette
- Castagneto
- Castrogno
- Cerreto
- Chiareto
- Colle Caruno
- Colle Marino
- Fonte del Latte
- Galeotti
- Garrano Basso
- La Torre

- Magnanella
- Monticelli
- Nepezzano
- Orciano
- Piano D'Accio
- Ponte Vezzola
- Ponzano
- Rocciano
- Rupo
- Sardinara
- Saccoccia
- Sant'Egidio
- Secciola
- Sciusciano
- Sorrenti
- Sparazzano
- Torre Palomba
- Travazzano
- Valle Soprana
- Villa Butteri
- Villa Falchini
- Villa Pompetti
- Villa Romita
- Villa Rossi
- Villa Schiavoni
- Villa Stanghieri
- Villa Taraschi
- Villa Tordinia
- Villa Viola
- Villa Vomano